# NGC 5742
NGC 5742 је лентикуларна галаксија у сазвежђу Вага која се налази на NGC листи објеката дубоког неба.
Деклинација објекта је - 11° 48' 35" а ректасцензија 14h 45m 36,8s. Привидна величина (магнитуда) објекта NGC 5742 износи 13,5 а фотографска магнитуда 14,5. NGC 5742 је још познат и под ознакама MCG -2-38-7, IRAS 14428-1135, PGC 52707.